# Марія Совіна

Прапор селянських загонів опору, організованих «Сторонніцтвом Людовим» під час нацистської окупації Польщі

Марі́я Сові́на (пол. Maria Sowina; уроджена Пясецька, пол. Piasecka) ― польська політична діячка, представниця партії «Стронніцтво Людове», у часи Другої світової війни ― підпільна діячка народного руху, після ― діячка кооперативного руху та самоврядування.   
Народилася в селянській родині у Малопольщі. 1928 року ввійшла до складу районної влади, ставши учасницею Спілки сільської молоді. 1931 року вступила до «Стронніцтва Людового», а 1938 року стала першою жінкою, обраною до вищої влади селянської партії.